# Northern Recital
 (juin 2020).
- Si vous ne connaissez pas le sujet, laissez ce bandeau (vous pouvez alors contacter les auteurs).
- Si vous supprimez le contenu mis en cause (vous pouvez préalablement contacter les auteurs),

argumentez précisément cette suppression dans la page de discussion
(un manque de référence n'est pas un argument ; une recherche réelle de référence doit avoir été effectuée, être formellement documentée).
Northern Recital est un album du groupe Seyminhol sorti en 2002. C'est le quatrième CD du groupe, mais le premier vrai album comprenant 11 titres. Il s'est écoulé à 12000 exemplaires.

## Création de l'album
Fort de son succès auprès de la presse métal et de la signature d'un contrat chez Brennus Music, Seyminhol entre à nouveau au studio Kirk Production de Gilles Kaufmann pour compléter les quatre titres de Nordic Tales en un véritable album concept de 11 morceaux, Northern Recital. L'album s'articule autour de trois parties  : The Story of a Fallen Chief, The Past Legacy et The Flail of The North, qui reprend les quatre titres de Nordic Tales retravaillés. La pochette et le livret sont encore une fois réalisés par Gengis Kahn Artwork. Il comprend des illustrations, les paroles des chansons et l'histoire de l'album en français et en anglais. Le CD sort fin 2002 et est distribué sur l'ensemble du territoire français mais souffre d'un manque de publicité de la part de sa maison de disques. Néanmoins il permet aux Seyminhol d'obtenir leur place en première partie de groupes de renommée tels Manigance, Royal Hunt, Blaze Bayley, Loudblast, Clawfinger, Vanden Plas courant 2002-2003 ou encore de participer au festival Guardians of Metal à Strasbourg en 2004 et d'asseoir un peu plus sa notoriété,,,. L'album bénéficie alors d'un pressage russe et d'un pressage finlandais et s'écoulera en tout à 12000 exemplaires, tous pressages confondus. Mais de vieilles querelles ressurgissent et le groupe se voit dans l'obligation de se séparer des guitaristes Eric Perron et Marco Smacchi. Dans un premier temps, ce sont Cyril Vincent puis Régis Reinert qui assureront les parties guitares en concert, puis les Seyminhol opteront pour des samples des parties claviers et Nicolas Pelissier, principal compositeur du groupe, prendra le poste de guitariste définitivement.

## Titres

### Part 1: The Story of a Fallen Chief
- 01 : Land of Long Cold Winter
- 02 : Iron of God (Widukind's Speech)
- 03 : The Call of War (Verden's Hate)
- 04 : The Funeral

### Part 2: The Past Legacy
- 05 : Ode to Eternity
- 06 : Under a Blood Red Banner
- 07 : Saekonungr

### Part 3: The Flail of the North
- 08 : Immortal Lords
- 09 : Berserkir
- 10 : At the Back of Thunder
- 11 : Into the Wind of Chaos

## L'histoire de Northern Recital
771, Charles devient l'unique souverain du Royaume franc, à la mort de son frère Carloman 1er. À partir de cette date, le roi Franc et chrétien entend bien étendre la foi catholique au plus grand nombre. De 771 à 814, la Dilatatio Christianitatis, ou agrandissement du christianisme, va permettre à Charles d'étendre son royaume et d'affirmer sa puissance. Un nouvel empire Franc et chrétien va naître. Charles devient à partir de 795 Charlemagne, le nouveau défenseur de la chrétienté, le roi-prêtre, dont la main doit brandir le glaive des triomphes. Pourtant, Charles, avec cette politique d'extension du royaume et du christianisme, va se heurter, à la frontière nord de son pays, aux Saxons, peuple frère des Vikings. La conquête de la Saxe, entre Rhin et Elbe, correspond au début de l'album.

### The Story of a Fallen Chief
C'est vers 772 environ que débute cette conquête, mais c'est seulement à partir de 777 qu'un chef Saxon, du nom de Widukind, soulève son peuple contre les envahisseurs Francs et livre une résistance farouche à l'ennemi. Malgré bien des efforts et des sacrifices, après avoir lutté de longues années, les Saxons sont défaits à Verden en 785. 
Là, dans la clairière de Sachseneim, 4500 Saxons, des païens qui vénèrent Thor et les dieux du Nord, périssent la tête tranchée par les bourreaux de Charles, qui massacrent au nom du Christ tous les guerriers de Widukind. Cependant, durant le massacre, Widukind parvient à fuir (Land of Long Cold Winter), jurant qu'il aura sa vengeance.
Il rejoint le libre pays du Nord, le Jutland, où il est accueilli par son hôte, le grand roi Siegfried Ier de Danemark, à qui il conte sa terrible histoire (Widukind's Speech/Iron of God). Celle-ci relate les faits qui se sont déroulés à Verden, elle raconte comment le fer de Dieu a eu raison du marteau de Thor et attise les vieilles haines entre Vikings et Francs. Ce récit macabre frappe les esprits, déjà tous ne pensent qu'à la revanche et à la vengeance (The Call of War/Verden's Hate).
Widukind peut maintenant mourir tranquille, l'âme soulagée, mais sa souffrance, bien qu'apaisée, reste vive et intarissable. Il voit encore se fiers compagnons périr sous la lame de l'épée Franque et son pays ravagé par les flammes. Il sait pourtant qu'un jour il sera vengé, mais maintenant il attend la mort qui est proche (The Funeral), il se prépare à rejoindre le Valhalla, paradis des guerriers. Ses funérailles seront celles d'un roi. Son nom, désormais symbole de résistance et de lutte face à l'oppresseur, restera à jamais gravé dans les mémoires. Nombreux seront les scaldes qui conteront ses faits et gestes et rappelleront qu'il fut un très grand chef de guerre.

### The Past Legacy
Quelques années ont passé maintenant depuis la mort de Widukind. Les saisons se sont succédé et ont vu naître beaucoup d'enfants. Tous ont appris l'histoire du chef déchu, cet héritage du passé demeure parmi les légendes du Nord.
Thorgis, un jeune garçon ayant entendu conter cette épopée, décide de venger la mémoire de Widukind et de faire payer à ceux qui adorent le Christ la terrible infamie qui s'est déroulée quelques années auparavant à Verden (Ode to Eternity).
Devenu un homme, un viking avide d'aventures et d'exploits, il décide de construire un drakkar pour prendre le large. Il forme un équipage de compagnons prêts à le suivre dans la mort, tisse une grande voile de couleur rouge sang, en souvenir du sang des nobles saxons morts à Verden, ce sang qui a nourri la plaine de Sachsenheim (Under a Blood Red Banner) et décide de partir en mer accomplir son dessein (Saekonungr). Maintenant il est prêt à fondre sur le monde chrétien, il naviguera aussi longtemps qu'il le faudra, bravant les tempêtes et leurs hordes de démons, mais il atteindra son but. Alors il terrassera les disciples du Christ tel le fléau du Nord.

### The Flail of the North
Thorgis et ses hommes s'apprêtent à déferler sur le monde chrétien, tel un raz de marée, prêts à défier la Mort (Immortal Lords). Sa première cible se situe en Grande-Bretagne, sur la côte nord-est du Northumberland. Il s'agit du monastère-évêché de Lindisfarne, où vit une communauté chrétienne qui se nourrit de labeurs et de prières. Ici commence le pays des fidèles de Dieu. Le 8 juin 793, cette île sainte, gardienne de la foi, face à l'océan immense, va subir la fureur des vikings de Thorgis. Cette date restera gravée à jamais dans l'histoire. Au large, les longues barques à proue de dragons scintillent sur l'écume. Elles portent en elles les fils sauvages, toute cette jeunesse bouillonnante du Nord, bercée de légendes. Ces guerriers fauves (Berserkir) s'apprêtent à déferler sur Lindisfarne et ses moines. Le châtiment divin est en marche (At the Back of Thunder). Il se dresse sur l'océan tel une armée de démons.
Thorgis va maintenant anéantir les lieux, il va enfin pouvoir venger la mémoire de Widukind et de Verden. Le marteau de Thor, cette fois, succède au fer du Christ. Ce sont le sang et les larmes des chrétiens qui désormais vont nourrir la terre de Lindisfarne. 
Seul le vent ose s'aventurer maintenant sur ces lieux maudits, un vent de douleur et de malheur (Into the Wind of Chaos) qui s'apprête à souffler pour longtemps sur tout le monde chrétien, abandonné à la fureur des vikings.

### Nota Bene
Cette histoire a ses racines dans certains faits historiques qui se sont réellement déroulés, mais elle laisse aussi une large part à la légende et à l'imagination. C'est pourquoi elle s'inscrit parfaitement dans les sagas du Nord.

## Composition du groupe
- Kevin Kazek : chant
- Christophe Billon-Laroute : basse
- Nicolas Pélissier : guitare, claviers, piano, chœurs
- Julien Truttmann : batterie

## Invités
- Marco Smacchi : guitare sur Part 1 : The Story of a Fallen Chief & Part 3 : Flail of The North
- Eric Perron : guitare sur Flail of the North
- Bruno Jaglé : bagpipe
- Marc Etmanski : chant en langue scandinave et voix death metal
- Déborah Hofer : chœurs féminins